# Округ Кититас (Вашингтон)
Округ Кититас (енгл. Kittitas County) је округ у америчкој савезној држави Вашингтон.

## Демографија
По попису из 2010. године број становника је 40.915, што је 7.553 (22,6%) становника више него 2000. године.
| Група             | 2000.          | 2010.          |
| Белци             | 29.825 (89,4%) | 35.214 (86,1%) |
| Афроамериканци    | 236 (0,7%)     | 364 (0,9%)     |
| Азијати           | 731 (2,2%)     | 810 (2,0%)     |
| Хиспаноамериканци | 1.668 (5,0%)   | 3.121 (7,6%)   |
| Укупно            | 33.362         | 40.915         |